# ジャレッド・パダレッキ
ジャレッド・パダレッキ（Jared Padalecki, 1982年7月19日 - ）は、アメリカ合衆国の俳優。身長193cm。

## 略歴
テキサス州サンアントニオ出身。身長193cm（6フィート4インチ）。母は教師、父は会計士。祖父はポーランド人であった。12歳の頃から演技のクラスに通い始める。1999年にデビューし、翌年よりテレビシリーズ『ギルモア・ガールズ』に出演。2005年から2020年にかけて、長期人気シリーズ『スーパーナチュラル』にレギュラー出演した。
2021年からは、1993年から9シーズン続いたチャック・ノリス主演の人気テレビシリーズ『炎のテキサス・レンジャー（Walker, Texas Ranger）』のリブート版シリーズである『WALKER／ウォーカー』の主演及び製作総指揮を務めている。また、この『WALKER／ウォーカー』は好評につき、2024年時点でシーズン4の製作が決まっている。

## 主な出演作品

### 映画
- 『イルカがいた夏』 A Ring of Endless Light（2002年） - ザカリー・グレイ ※ テレビ映画
- 『12人のパパ』 Cheaper by the Dozen（2003年） - ブリー（ノンクレジット）
- 『フライト・オブ・フェニックス』 Flight of the Phoenix（2004年） - デイヴィス
- 『ニューヨーク・ミニット』New York Minute（2004年） - トレイ・リプトン
- 『クライ・ウルフ 殺人ゲーム』 Cry Wolf（2005年） - トム
- 『蝋人形の館』 House of Wax（2005年） - ウェイド
- 『13日の金曜日』 Friday the 13th（2009年） - クレイ・ミラー

### テレビシリーズ
- 『ER緊急救命室』 ER（2001年） - ポール・ハリス
- 『ギルモア・ガールズ』 Gilmore Girls（2000年 - 2005年） - ディーン・フォレスター
- 『スーパーナチュラル』 Supernatural（2005年 - 2020年） - サム・ウィンチェスター
- 『WALKER／ウォーカー』 Walker（2021年 - ） - コーデル・ウォーカー

## 日本語吹き替え
- 内田夕夜 -『スーパーナチュラル』/『13日の金曜日』/『WALKER／ウォーカー』